# Internet Authentication Service
El Servicio de autentificación de Internet o IAS (en inglés Internet Authentication Service) es un componente del sistema operativo Windows Server que proporciona autenticaciones de usuario, autorizaciones, contabilidad y auditoría.

## Información general
Mientras que la seguridad de enrutamiento y acceso remoto (RRAS) es suficiente para redes pequeñas, las empresas de mayor tamaño a menudo necesitan una infraestructura dedicada para la autentificación. RADIUS es un estándar para servidores de autentificación dedicado.
Windows 2000 Server y Windows Server 2003 incluyen el servicio de autentificación de Internet (IAS), una aplicación del servidor RADIUS. IAS admite la autentificación para los clientes basados en Windows, así como para los clientes de terceros que cumplen el estándar RADIUS. IAS almacena su información de autentificación en el Active Directory y puede manejarse con directivas de acceso remoto. Las primeras versiones del IAS se presentaron para Windows NT 4.0 en el Windows NT 4.0 Option Pack y en el Sistema de Internet comercial de Microsoft (MCIS) 2.0 y 2.5.
El IAS requiere el uso de un componente de servidor adicional, y proporciona una serie de ventajas sobre los métodos estándar de autentificación de RRAS. Estas ventajas incluyen autentificación centralizada para los usuarios, funciones de auditorías y contabilidad, escalabilidad y una integración perfecta con las características existentes de RRAS.
En Windows Server 2008, el servicio de autenticación de Internet (IAS) fue reemplazado por el servidor de directivas de red (NPS). NPS realiza todas las funciones del IAS en Windows Server 2003 para VPN y 802.1X basadas conexiones inalámbricas y cableadas y realiza la evaluación del estado y la concesión de acceso limitado o ilimitado para los clientes de la Protección de acceso a redes.
Por defecto, el IAS se registra en archivos locales (%systemroot%\LogFiles\IAS\*.* ), aunque puede ser configurado para iniciar sesión como SQL.

## Historia
La primera versión del servicio de autentificación de Internet se incluyó con Windows NT 4.0 Option Pack.
Aplicación de Windows 2000 Server agrega soporte más inteligente de resolución de nombres de usuario que forman parte de un dominio de Windows Server, soporte para UTF-8 con registro y seguridad mejorada. También añadió soporte para la autentificación de EAP para los estándares IEEE 802.1X x redes. Más adelante se añadió PEAP (con el service Pack 4).
Todas las versiones de IAS admiten múltiples configuraciones de dominio. Sólo Windows Server 2003 admite bosque cruzada. Si bien versión NT4 incluye un proxy RADIUS, Windows 2000 no tiene tal función. Para Windows Server 2003 es capaz de gestionar el proxy de manera inteligente, equilibrar la carga y tolerar los errores de los servidores de back-end defectuosos o inaccesibles.